# Kései házasság
A Kései házasság Szilasi László 2020-ban a Magvető Könyvkiadónál megjelent regénye.
A könyv egy vidéki kisvárosban szövődött szerelem, egy tanárnő és egy tornatanár ötven éven át tartó kapcsolatának története. A nem hagyományos meseszövésű történetet elsősorban a tanárnő, Ilma nézőpontjából ismerjük meg. Háttérként felvillannak a nagyvilág hírei, a kor történelmi eseményei.

## Cselekménye
A könyv első oldalán Vajda Ilma 74 éves nyugdíjas tanárnő a délkelet-magyarországi Árpádharagos uszodájában fejest ugrik, hogy úszás közben majd „szaggatottan és szigorúan végiggondolja az életét.” Az utolsó fejezetben épp befejezi az úszást és a napozón alvó barátnőjéhez megy, aki „képes lesz újraolvasni és újraérteni” ezt az életet. A 2019-ben játszódó kerettörténeten kívül további 58 rövid fejezet Ilma és szerelme, a nyolc évvel idősebb Gavenda Péter („Gerenda”) atléta, tornatanár élettörténetét, kettejük 1964-ben kezdődő „szaggatott kapcsolatá”-t beszéli el. (22.)
Ilma 1964-ben a szegedi Dóm téren ismerkedett meg a magas, erős testalkatú Gerenda becenevű férfival, aki akkor már csúcstartó magasugró volt, írtak róla az újságok. Ilma még egyetemre járt. A diploma után az egyetem vízügyi tanszékén akart maradni, de végül hazaköltözött beteg anyját gondozni Árpádharagosra, ahol Gavenda tornatanár volt, és maga is szaktanár lett a Vízügyi Szakközépiskolában. Apja addigra már meghalt, a testvérei pedig elköltöztek a városból.
A Gerendával töltött ritka örömteli órái, estéi váltakoztak a férfi nélküli hosszú depressziós időszakokkal. Ilma bizonyosan tudta, „hogy a hatalmas testben lakó lélek gyerekszerűen kicsi, és mint az üveg, törékeny.” (23.) Rábírta, hogy igyekezzen előre lépni, és Gavenda rájött, hogy ez a nő megértette őt. Hamarosan középiskolai tanár, a szakközépben igazgatóhelyettes, majd kollégiumi vezető lett, sok év múltán pedig egyetemi docens. Ilma csak egy váratlan meghívóból értesült arról, hogy Gavenda Péter feleségül veszi Dragossy Zsuzsát, akinek eddig a nevét sem hallotta. De már a következő évben Gerenda „újrahúrozta az Ilmához fűződő kapcsolatát”. Nem szerette Zsuzsát, bár két gyerekük is született. Ilma megpróbálta távolítani magában a férfit; elhanyagolta az osztályát, megpróbált írni, leírni „azt az üres és sérülékeny anyagtömeget, akivé vált,” de nem igazán sikerült. Hat év házasság után Dragossy Zsuzsa meghalt. Ilma a gyász betartása mellett is remélte, hogy a következő évben hozzámehet Gavenda Péterhez, de tévedett. Az új menyasszony Ágotha Margit, az iskola alkoholista magyar angol szakos tanára volt, „kifejezetten ronda nő”, aki már ikerfiait várta. „Nem hagyhatom ott. Nagyon sajnálom.” – mondta Gavenda. (47.) Ez a házasság több mint 35 évig tartott. Folytatódott és szinte Ilma életformájává vált a várakozás. „Hiába várom, folyton késik. Várat magára. Mégsem tagadom meg. Nem sározom be. Nem árulom el. Nekem is az. De legalább egyszer meg akarom ismerni. Még a halálom előtt. Nem akarok úgy meghalni, hogy igazából ne találkoztunk volna.” (84.)
Ilma átesett egy abortuszon. A rendszerváltáskor szorongás fogta el, pszichológushoz kellett fordulnia. Egyéves tréningen tanulta meg, hogy ki kell fejeznie az érzelmeit; változott, nyitottabb lett. Egy alkalommal újabb szeretőre is szert tett, nem is érte csalódás, de a viszonyt nem folytatta. Miután anyja meghalt, eladta a családi házat és a belváros egyik társasházába költözött. Gerenda is eltemette a gyulai tanyán élő apját. Fiatal tehetségeket kutatott fel, sportolókat nevelt, a sportegyesületet irányította. Ilma szerette volna, ha elválik, de nem tehetett semmit. „Berendezkedett a várakozásra.” (98.) Mobilt kapott a férfitől karácsonyra, együtt nézték a napfogyatkozást, eljártak a város egyetlen megmaradt mozijába, de a hétvégeket Gerenda a családjával töltötte.
Kapcsolatukba beavatták a már 18 éves ikreket, ők persze már régen tudtak róla, mint sokan mások is. Kettesben mentek Nyíregyházára II. János Pál pápa látogatásakor, majd sok évvel később a temetésére is Rómába. Egy ízben az Adrián is együtt voltak nyaralni. Gerenda edzőként és szervezőként külföldi sporteseményekre járt. 2004-ben Ilma mély depresszióba esett, mert attól tartott, hogy Gerenda nem tér haza az athéni olimpiáról. Kétségbeesésében több füzetet teleírt Ennyi Mindent Szeretnék Veled Csinálni címmel. Gerenda megjött, elolvasta az összeset és meghatódott, de nem mutatta ki. Attól kezdve minden utazásra magával elvitte. „Úgy szerette Ilmát, mint a kínai császár az első szeretőjét. De becsületes ember volt. Nem vitte magával a barátnőjét. Egészen addig nem, amíg rá nem jött: ez a nő képtelen elviselni az életet őnélküle.” (A sikoly ideje, 136.).
Gavenda 72 évesen a régió utánpótlás-nevelési igazgatója lett, felért a csúcsra, de addigra elvesztette érdeklődését az egész iránt, „tevőleges élete pedig lassan-lassan belefulladt a hobbihorgászatba. Ilma nem sokat kesergett ezen. Csendes idők voltak, nagyon szerette őket, segítették a várakozásban.” (Szanazug, 152.) Miután Ágotha Margit meghalt, Gavenda egy bőrönddel kezében megjelent Ilmánál és beköltözött hozzá. „Ez volt a nyitány. Ilma sírt, Ilma nevetett. Aztán végül mégiscsak a sírás mellett döntött.” (167.) Egy évvel később összeházasodtak. Gerenda röviddel később, 77 évesen halt meg a kórházban.
Ilmát még a kapcsolatuk kezdetén átjárta a vágy, hogy olyan legyen, mint Odüsszeusz felesége, a hűséges, kitartó Pénelopé. „Egész életében ehhez a különös önismereti javaslathoz tartotta magát. Úgy akart viselkedni, mint az a régi görög nő, aki talán sohasem létezett. Türelmesen, okosan, szilárdan. Nem az eszelős szerelem vezette, nem is a gőg, hanem az az erős igény, hogy megfeleljen ennek a magasabb eszménynek. (…) A problémát ezúttal csak az okozta, hogy az ő Odüsszeusza végül hazatért ugyan, ám azonnal meg kellett halnia. Pénelopéjának pedig hirtelen teljesen üres és kilátástalan lett az élete.” (174-175.)

## Szerkezete
A könyv 60 rövid, alig 2-4 oldalas fejezetből áll, melyek – a kerettörténetet leszámítva – 1965-től időrendben követik egymást, csaknem mindegyik évre jut egy-egy rövidke fejezet. A törzsszöveg fejezeteinek mindegyikében (kivéve az abortusz leírását) kétféle előadásmód váltakozik. Az elbeszélő rész harmadik személyben, rövid, tényközlő, díszítetlen mondatokban íródott, melyek továbbviszik a cselekményt és a magánélet hátterében felvillantják a kor egy-egy közismert, jellegzetes eseményét. A fejezetek másik része dőlt betűkkel szedett szöveg: a főszereplők – többnyire Ilma – egyes szám első személyű, naplószerű írásai, belső világának tükröződései. 

## Fogadtatása
A könyv 2020 tavaszán jelent meg, amikor a koronavírus-járvány miatt a közvetlen személyes találkozók és a könyvheti rendezvények elmaradtak. Azóta számos cikk jelent meg a regényről az online és a nyomtatott sajtóban. Az idézett könyvismertetések egy része hangsúlyosan foglalkozik a mű szaggatott (töredezett, szétaprózott) előadásmódjával. Két recenzió is kísérletnek nevezi a regényt, illetve a mű jellemzésére a lélektani regény, történelmi regény, sőt az epilógusregény is előfordul.
- A Kései házasság „Rendhagyó szépirodalmi kísérlet a szerelem erejének és törékenységének ábrázolására.” A fejezetekben nem annyira a két főszereplő története, mint inkább Ilma belső világa tárul fel, „a könyv voltaképpen Ilma vágyának regénye.”[1]
- „Ilma és Gerenda (Gavenda Péter) története apró mozzanatok sorozataként tárul föl, a darabok egymás mellé rendezése adja a regény sajátos struktúráját. Szilasi művében emellett egyáltalán nem a történet kibomlása érdekes – a végét egyébként is elárulja már maga a cím –, hanem a részletekhez való viszony, a szétaprózódó múlt keretbe rendezése.”[2]
- „A regény címe utal Mikszáth Kálmán Különös házasság című művére, a különös házasságból itt ugyan kései házasság lesz, a történet vége felől olvasva azonban ezt is nevezhetnénk különös házasságnak.”[3]
- „A Kései házasság szerzője mintha új műfajt kívánna teremteni: az epilógusregény zavarba ejtő műfaját” – ugyanis a főhős itt nem a regény végén, hanem az elején, „már eleve lemond a boldogságról, mi több, története éppen ebből a lemondásból fakad.”[4]
- „Miközben a mű több mint ötven évről, egy hosszúra nyúlt vonzalom, szerelem, várakozás eseményeiről számol be, annyira eltávolított, feltördelt, hogy beleélésre, a szereplőkkel való együttmozgásra, netán azonosulásra nem ad lehetőséget. Szándékosan, tehetjük hozzá. De akkor meg minek? … Nincsenek kitüntetett események, nagyjelenetek, a fegyelmezett elbeszélő precízen tartja a gyeplőt, az arányokat. Súlytalan marad minden, mint egy nyári popslágerben.”[5]
- A szerző „Regénykísérlete minden kimért lassúságával és kapkodó töredékességével, nyugalmával és radikalitásával együtt magával ragadó. … A várost, a magyar urbánus vidéket, a lecsúszó és folyton tovább süllyedő középosztályt személyes történetek segítségével mutatja be, Ilma és Gerenda önmagában is releváns sorsa révén. … A Kései házasság a pillanat regénye – akkor is az, ha több mint fél évszázadot ölel fel az általa elbeszélt idő… De a Kései házasság egyúttal történelmi regény is: a privát oral history és a közösségi narratívák breviáriuma. … nagyon is olvasható és szerethető könyv.”[6]
- A műnek „az örök szerelem, az igaz hűség a tárgya.… Szilasi László ezúttal lélektani regényt alkotott. Viszonylag kevés pszichologizálással, életteli figurákkal, derűs és fájdalmas életképekkel, s a Szilasi-regényekből jól ismert helyszínekkel. … Ilma a maga rögeszmés elszántságával nagyon is beleillik a Szilasi-regényhősök sorába. Az autonómia, a szabadságvágy, a tehetség, a megismerési vágy megszállottjai közé most megérkezett a szerelem megszállottja.”[7]